# كابيزون دي يبانا
بلدية كابيزون دي يبانا (بالإسبانية: Cabezón de Liébana)‏، هي إحدى بلديات منطقة كانتابريا, المصنفة على أنها مقاطعة أيضاً، في شمال إسبانيا.
يبلغ عدد سكانها 727 نسمة وفقاً لإحصائية سنة (2002).